# Serie A 1941-1942 (pallacanestro femminile)
Il campionato di pallacanestro femminile 1942 è stato il tredicesimo organizzato in Italia.
Secondo le fonti dell'epoca e la stessa Lega Basket Femminile, è stato vinto dal GUF Milano, al primo titolo. Altre fonti assegnano erroneamente il titolo al GUF Napoli, che avrebbe così conquistato il suo secondo titolo consecutivo.

## Squadre partecipanti

### Girone A
- Dopolavoro Magnani, Bologna
- G.U.F. Milano
- G.U.F. Roma
- G.U.F. Trieste
- Polisportiva Giordana Genova

### Girone B
- A.S. Ambrosiana Inter, Milano
- Dopolavoro F.R.I.G.T., Torino
- Dopolavoro Palmaria, Lavagna
- G.U.F. Napoli
- S.S. Bruno Mussolini, Roma

### Finali
- A.S. Ambrosiana
- Dopolavoro Palmaria
- G.U.F. Milano
- G.U.F. Trieste

- 5 luglio 1942:
  - GUF Trieste-Ambrosiana 17-13.
  - GUF Milano-Palmaria 39-29.
- 12 luglio 1942:
  - GUF Milano-GUF Trieste 22-10.
  - Palmaria-Ambrosiana 14-29.
- 19 luglio 1942:
  - Ambrosiana-GUF Milano 36-25.
  - GUF Trieste-Palmaria 20-14.
- 9 agosto 1942:
  - Palmaria-GUF Milano 25-29.
  - Ambrosiana-GUF Trieste 16-16.

## Verdetti
- Campione d'Italia:  GUF Milano

Formazione: Elsa Cenci, Gianna Alfieri, Adriana Mengaldo, Maria Mengaldo, Giulia Secchi, Maria Luisa Quarti, Sandri, Vittoria Ferrari, Bianca Marchesi. All.: Alfredo Garavaglia.